# Natriummetaphosphat
Natriummetaphosphat ist eine chemische Verbindung des Natriums aus der Gruppe der Metaphosphate.

## Gewinnung und Darstellung
Natriummetaphosphat kann durch Dehydration von Natriumphosphaten gewonnen werden.
Natriummetaphosphate (NaPO3)n als Natriumsalze der trimeren, tetrameren, gegebenenfalls auch höher kondensierten Cyclopolyphosphorsäuren können durch Erhitzen von Natriumdihydrogenphosphat auf über 630 °C erhalten werden.

## Eigenschaften
Natriummetaphosphat ist ein weißer geruchloser Feststoff, der leicht löslich in Wasser ist. In Wasser erfolgt allmählicher, in der Hitze rascherer Abbau zu Orthophosphaten.

## Verwendung
Natriummetaphosphat wird als Schleifmittel in Zahnpasta verwendet. Natriummetaphosphate finden ausgedehnte Anwendung zur Wasserenthärtung, in der Textil-, Papier- und Photoindustrie sowie als Bestandteil von Wasch- und Reinigungsmitteln.